# Сарсаз (река)
Сарсаз — река в России, протекает по территории Татарстана. Устье реки находится в 22 км по правому берегу реки Стярле. Длина реки составляет 14 км, площадь водосборного бассейна 75,8 км². Количество притоков длиной менее 10 км — 2, их общая длина 8 км.
Направление течения в основном северо-восточное. Населённые пункты, расположенные на реке Сарсаз — Октябрь-Буляк, Митряево.

## Данные водного реестра
По данным государственного водного реестра России относится к Камскому бассейновому округу, водохозяйственный участок реки — Ик от истока и до устья, речной подбассейн реки — бассейны притоков Камы до впадения Белой. Речной бассейн реки — Кама.
Код объекта в государственном водном реестре — 10010101312111100028510.